# Kårsta
Kårsta è un'area urbana della Svezia situata nel comune di Vallentuna, contea di Stoccolma.
La popolazione risultante dal censimento 2010 era di 457 abitanti .